# Kościół św. Michała Archanioła w Poznaniu
Kościół św. Michała Archanioła w Poznaniu – zabytkowa świątynia znajdująca się na poznańskim Grunwaldzie (Osiedle Św. Łazarz) przy ul. Stolarskiej 7. Od 2017 r. wielkopostny kościół stacyjny.

## Historia

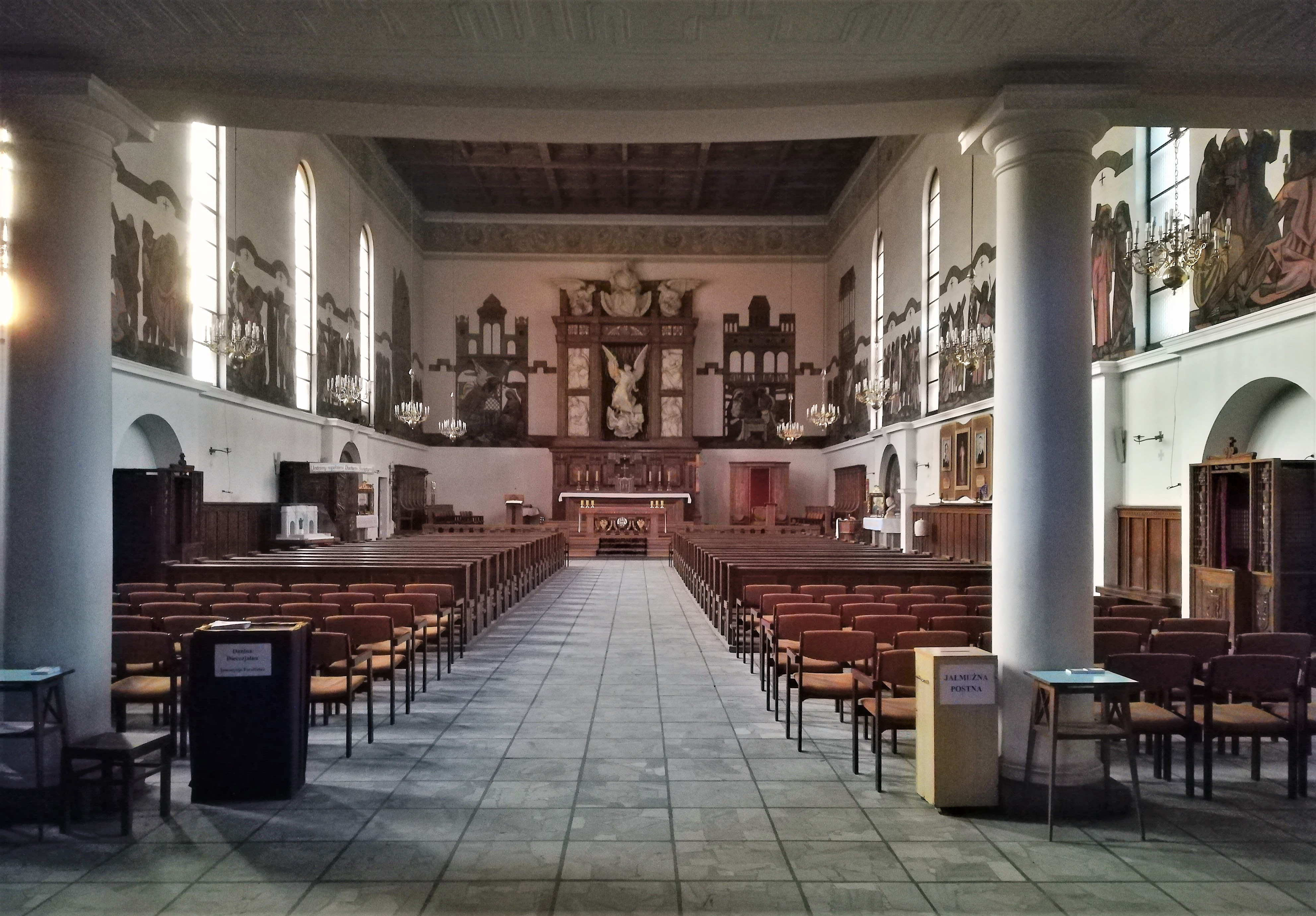
Wnętrze kościoła górnego

Budynek dzisiejszego kościoła powstał w latach 70. XIX wieku na potrzeby browaru akcyjnego Bavaria. Następnie w latach 1918–1929 mieściła się tu fabryka mebli.
W 1932 erygowano nową parafię, której patronuje Michał Archanioł. Jako pierwszy udostępniono dolny kościół, zaś 18 stycznia 1938 roku konsekrowano kościół górny, kończąc tym samym adaptację budynku na potrzeby sakralne.
W czasie II wojny światowej obiekt stanowił składnicę polskich książek i klisz fotograficznych (m.in. zbiory Uniwersytetu Poznańskiego), które trzymano tutaj w bardzo niesprzyjających warunkach. W 1945, z uwagi na trudną sytuację aprowizacyjną ludności, część z nich została rozkradziona na opał, zanim bezpieczeństwo zapewnił tutaj oddział ochrony obiektów Uniwersytetu Poznańskiego.
Świątynia została poważnie uszkodzona podczas II wojny światowej podczas bombardowania przeprowadzonego przez samoloty 8 Armii Powietrznej 9 kwietnia 1944 roku. Odbudowę przeprowadzono w latach 1948–1952 według projektu Kazimierza Ulatowskiego. Ponowna konsekracja miała miejsce w 1960 roku.

## Opis

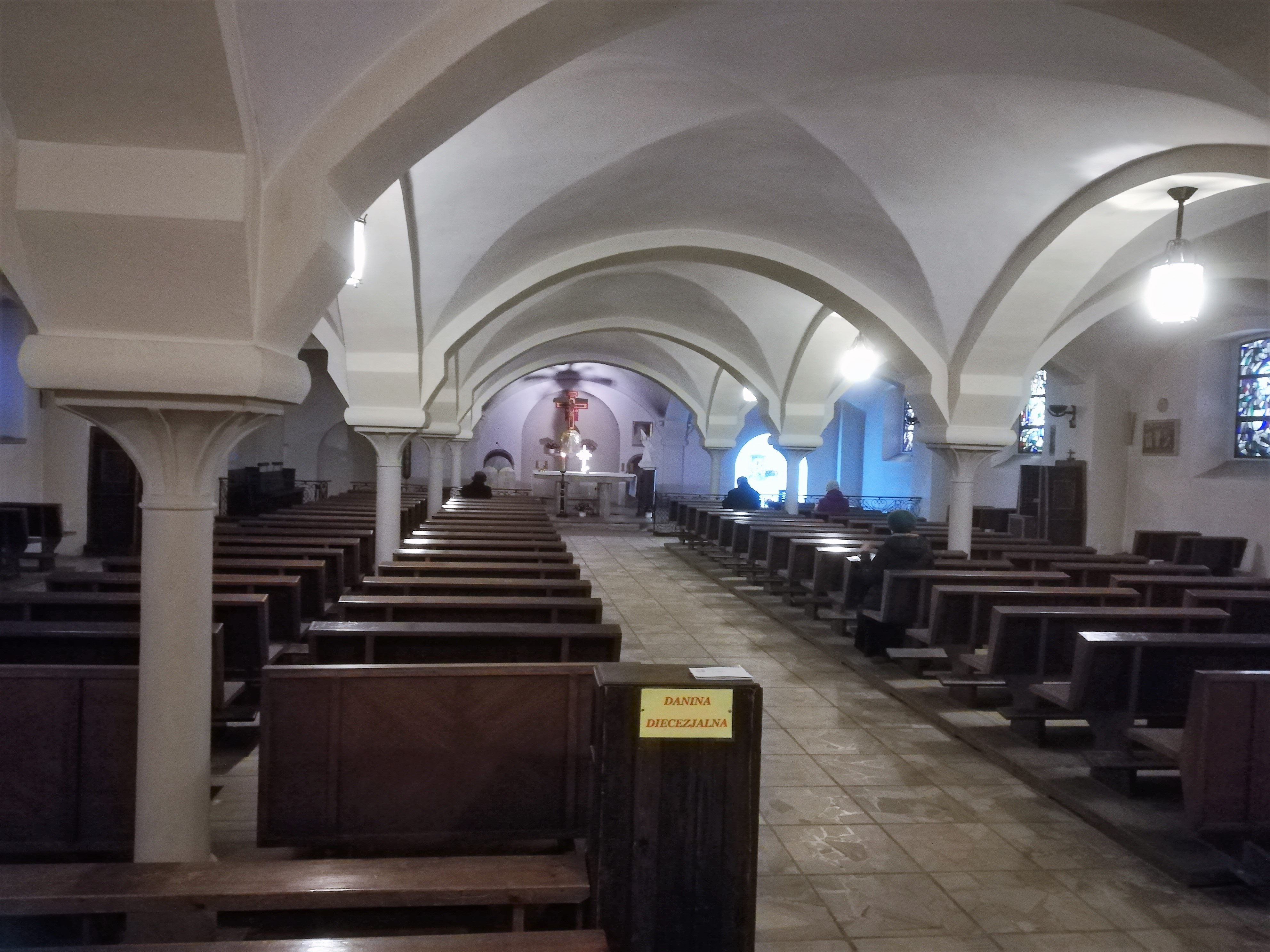
Wnętrze kościoła dolnego

Jest to kościół dwupoziomowy, jednonawowy, na planie prostokąta. Od południa przylega do bryły świątyni wieża na planie koła. Od strony wschodniej znajduje się kruchta w formie portyku wspartego na filarach. Na ścianach zewnętrznych znajdują się dwie tablice poświęcone bł. Marianowi Konopińskiemu i ks. Stefanowi Drygasowi oraz architektowi Sławoszowi Tadeuszowi Michałkowskiemu. W kruchcie natomiast tablice poświęcone m.in. 15 Pułkowi Ułanów Poznańskich (odsłonięte 28 kwietnia 1971) oraz jego dowódcom: płk. Tadeuszowi Mikke i ppłk. Zbigniewowi Kiedaczowi (odsłonięte we wrześniu 1986).
Kościół górny przykrywa strop kasetonowy, witraże wykonał Zygmunt Kośmicki, zaś stacje drogi krzyżowej, sceny z życia Jezusa i Maryi oraz wizerunki aniołów pokrywające ściany zostały wykonane techniką fresku przez Łucję, Józefa i Michała Oźminów w latach 1956–1957.
W kościele górnym w ołtarzu głównym znajduje się rzeźba Michała Archanioła wykonana w 1956 roku. W częściach bocznych płaskorzeźby ukazujące czterech ewangelistów, a w zwieńczeniu Bóg Ojciec adorowany przez anioły autorstwa Kazimierza Bieńkowskiego. Lewy ołtarz boczny poświęcony jest Sercu Jezusowemu, zaś prawy Świętej Rodzinie. Po prawej wiszą również obrazy: Miłosierdzia Bożego oraz dwóch błogosławionych męczenników z okresu II wojny światowej związanych z tą parafią, a beatyfikowanych w 1999 roku: ks. Mariana Konopińskiego oraz Natalii Tułasiewicz. Pod emporą – figury św. Antoniego Padewskiego i św. Tadeusza Judy.
Kościół dolny podzielony jest na trzy nawy przez dwa rzędy kolumn, na których wspiera się sklepienie krzyżowe. Ołtarz znajdujący się w prezbiterium pochodzi z auli pobliskiego I LO im. K. Marcinkowskiego.